# Year of the Tiger (singolo)
Year of the Tiger è un singolo del cantautore statunitense Myles Kennedy, pubblicato l'8 dicembre 2017 come primo estratto dall'album omonimo.

## La canzone
Traccia d'apertura dell'album, il brano rappresenta un allontanamento dalle sonorità tipiche degli Alter Bridge, il gruppo principale di Kennedy, e segna un ritorno alle radici country e blues del cantautore che avevano caratterizzato l'inizio della sua carriera da musicista.

## Tracce
1. Year of the Tiger – 3:58

## Formazione
Musicisti
- Myles Kennedy – voce, chitarra, banjo, lap steel guitar, basso, mandolino
- Zia Uddin – batteria, percussioni
- Tim Tournier – basso
- Michael "Elvis" Baskette – tastiera

Produzione
- Michel "Elvis" Baskette – produzione, missaggio
- Jef Moll – ingegneria del suono, montaggio
- Brad Blackwood – mastering